# Jack Smith
Jack Smith, född 14 november 1932 i Columbus, Ohio, död 25 september 1989 i New York, amerikansk filmare verksam i New York, räknas som en pionjär inom undergroundfilm.
Han var först med att använda så kallad Camp-och-Trash-estetik. Hans filmer var riktiga lågbudgetproduktioner och skapade ett visuellt kosmos bestående av Hollywoodkitsch, orientalism och drag-kultur. Smiths stil influerade Andy Warhol (som även anlitade honom som skådespelare), John Waters och Federico Fellini. Hans mest kända film är Flaming Creatures från 1961. Eftersom myndigheterna ansåg att vissa scener i filmen var pornografiska förbjöds den och är tekniskt sett fortfarande förbjuden än idag. Smith hade en enorm integritet och vägrade att kompromissa under hela sin karriär. Han levde ett fattigt liv, blev på senare år alltmer isolerad från samhället och utvecklade schizofreni. Han dog av AIDS.

## Filmografi
- 1961 Scotch Tape
- 1962-3 Flaming Creatures (svartvit, 46 min.)
- 1964 Normal Love (80 min.)
- 1968 No President (The Kidnapping of Wendell Wilkie by The Love Bandit, cirka 50 min.)